# Środek ożaglowania
Środek ożaglowania – termin w żeglarstwie określający środek parcia, w którym przyłożona jest siła aerodynamiczna działająca na żagiel.

Wyznaczanie środka ożaglowania dla pojedynczego żagla bermudzkiego.

Wyznaczanie środka ożaglowania dla układu dwóch żagli grot fok typu bermudzkiego.

Wyznaczanie środka ożaglowania dla grota gaflowego.

## Metoda geometryczna wyznaczania środka ożaglowania
Istnieje wiele metod służących do wyznaczania środka ożaglowania (SOż). Najprostsza z nich to metoda geometryczna opisana poniżej. Wyniki eksperymentalne pokazują, że metoda ta nie daje dokładnego położenia SOż, jednak jest bardzo dobrym przybliżeniem. 

### Ożaglowanie bermudzkie
- Znajdujemy dwie środkowe trójkąta, będącego obrysem żagla.
- Przecięcia środkowych wyznacza SOż danego żagla.

### Ożaglowanie gaflowe
- Wykreślamy przekątne żagla gaflowego, które dzielą go na cztery trójkątne powierzchnie.
- Wyznaczamy SOż dla każdego trójkąta, analogicznie jak w przypadku ożaglowania bermudzkiego.
- Łączymy prostymi punkty odpowiadające SOż powierzchni trójkątnych leżących naprzeciwko siebie.
- Punkt przecięcia prostych wyznacza SOż żagla gaflowego

## Wyznaczanie środka ożaglowania dla dwóch żagli
- Wyznaczamy SOż dla każdego żagla osobno
- Łączymy punkty odpowiadające SOż linią prostą
- Rysujemy proste prostopadłe do wykreślonej w kroku poprzednim i przechodzące przez punkty odpowiadające SOż
- Odkładamy na każdej prostej równo odległe odcinki w ilości odpowiadającej powierzchni żagla innego niż rozpatrywany
- Łączymy ostatnie odcinki prostą
- Przecięcie wykreślonej prostej z prostą łączącą SOż poszczególnych żagli jest SOż układu dwóch żagli

W przypadku ilości żagli większej niż dwa postępujemy w sposób analogiczny. W pierwszym etapie wyznaczamy SOż dwóch sąsiednich żagli (np. grota i foka). Następnie z uzyskanego SOż układu dwóch żagli i SOż żagla trzeciego (np. bezana) wyznaczamy wypadkowy SOż dla układu trzech żagli (foka, grota i bezana).
Metoda ta nie uwzględnia różnicy w wydajności wytwarzania siły aerodynamicznej na żaglach różnego typu. Żagle przednie, które pozbawione są masztu i bomu są znacznie wydajniejsze ze względu na brak zaburzenia przepływu. Fakt ten jest uwzględniany przy bardziej skomplikowanych formułach obliczających położenie SOż.
Rzeczywisty SOż znajduje się bliżej dziobu w porównaniu z SOż geometrycznym, jednakże metoda opisana powyżej może 
z powodzeniem służyć konstruktorom jednostek żaglowych do ustalania równowagi kierunkowej jachtu. Jest tak ponieważ błąd podczas wyznaczania SOż 
kompensowany jest przez błąd popełniany podczas ustalania położenia środka bocznego oporu (SBO). Jak się powszechnie przyjmuje SBO leży w geometrycznym środku części kadłuba znajdującej się poniżej linii wodnej, nie uwzględnia się jednak również zanurzonej w wodzie płetwy sterowej, co sprawia, że błąd w wyznaczaniu SOż jest kompensowany.
Położenie SOż zależy od typu ożaglowania. W ogólności przyjmuje się, że w ożaglowaniu gaflowym SOż znajduje się niżej niż w przypadku marconi bermudzkiego. W rezultacie siła aerodynamiczna zaczepiona jest niżej, przez co krótsze jest ramię momentu przechylającego. Pozwala to na żeglowanie bez nadmiernych przechyłów przy silniejszych wiatrach.

## Przesuwanie się środka ożaglowania
Środek ożaglowania podczas żeglugi ulega przesunięciu zarówno wzdłuż liku przedniego żagla, jak i dolnego. Położenie SOż zmienia się wraz ze zmianą kąta natarcia. Gdy kąt natarcia maleje, SOż przesuwa się w kierunku liku przedniego, natomiast gdy rośnie - w kierunku liku wolnego. Wynika to ze zmieniającego się rozkładu ciśnień po obu stronach żagla. Położenie SOż silnie zależy również od wybrzuszenia oraz smukłości. Pionowe przesuwanie się SOż (wzdłuż liku przedniego) obserwuje się przy silnych wiatrach, kiedy to dochodzi do dużego skrętu żagla. Wzajemnie położenie SOż oraz SOB decyduje o stateczności kierunkowej jednostki.